# Begonia maracayuensis
Begonia maracayuensis là một loài thực vật có hoa trong họ Thu hải đường. Loài này được Parodi mô tả khoa học đầu tiên năm 1878.